# Asteroporpa pulchra
Asteroporpa pulchra is een slangster uit de familie Gorgonocephalidae.
De wetenschappelijke naam van de soort werd in 1915 gepubliceerd door Hubert Lyman Clark.